# 경주 감산사 석조아미타여래입상
경주 감산사 석조아미타여래입상(慶州甘山寺石造阿彌陀如來立像)은 대한민국 경상북도 월성군 내동면 신계리(현재 경주시)에 있는 감산사 절터에서 석조미륵보살입상(국보 제81호)과 함께 발견된 불상이다. 1962년 12월 20일 대한민국의 국보 제82호 감산사 석조아미타불입상(甘山寺 石造阿彌陀佛立像)으로 지정되었다가, 2010년 6월 28일 현재의 명칭으로 변경되었다.
1916년에 국립중앙박물관으로 이전되어 불교조각실에 진열되어 있다. 현재 전답지로 변해버린 절터에는 삼층석탑과 작은 불당 2채만 남아 있다.

## 특징
감산사 석조아미타불상 역시 등신대 크기의 불상으로 광배와 대좌를 갖추고 있는 완전한 형태를 하고 있다. 나발이 표현된 머리 위에는 커다란 육계가 얹혀 있으며 얼굴은 풍만한 편으로 눈·코·입의 표현이 뚜렷하여 근엄한 표정이다. 넓고 당당한 어깨와 가슴 위로는 통견의 법의가 몸에 밀착되게 입혀져 신체의 윤곽이 그대로 드러나면서 볼륨감을 강조하였다. 법의는 목부분에서 한번 뒤집혀진 옷깃과 함께 가슴 앞에서 U자형의 옷 주름이 자연스럽게 흘러내리다가 양쪽 다리 위로 나누어지면서 각각 U자형의 옷 주름이 늘어져 발목 위에까지 내려와 있다. 특히 두 다리 위에 밀착된 옷 주름은 다리의 양감을 강조하면서 주름과 주름 사이의 간격에 변화를 주어 훨씬 사실적으로 표현된 것이 특징이다.
이와 같이 특이한 옷주름의 표현방식은 우진왕(優塡王; Udyana) 계통의 불상에서 많이 볼 수 있는 것으로 석가의 불전 중에 보이는 '우진왕사모상(優塡王思慕像)'이라는 인도에서 최초로 조성된 불상과 관련되어 있다. 즉, 석가가 어머니 마야 부인에게 설법하기 위해 도리천에 올라갔을 때 교상미국(憍賞彌國; Kausambi)의 우진왕이 부처가 잠시나마 지상에 계시지 않음을 섭섭하게 생각하여 전단의 향목으로 5척의 여래상을 만들어 공양했다고 하는 데에서 유래된 것이다. 인도의 우진왕식 착의법은 일본 경도 청량사에 있는 단목의 석가상에서 볼 수 있는데 이 상은 일본 승려인 조연이 985년에 중국 송나라에서 인도 우진왕이 만들었다는 불상을 그대로 모각하여 가져온 것으로 전해진다. 이러한 우진왕식 착의법은 인도의 또다른 불상형식인 아육왕(阿育王; Asoka)식 착의법과 함께 8세기 이후의 통일신라시대 불상에서 크게 유행했던 옷주름 형식이다.
오른손은 위로 올려 손바닥을 밖으로 향하게 하여 엄지와 둘째손가락을 맞대고 있으며 왼손은 아래로 늘어뜨려 역시 손가락을 약간 구부리고 있다. 이러한 수인은 아미타정인 중 상품하생인에 가까운 것으로 보이므로 명문에 기록된 대로 이 불상은 아미타불상의 특징을 보여준다. 아미타불은 서방 극락세계에 살면서 중생을 위해 자비를 베푸는 부처로서 《무량수경》과《觀無量壽經》 등에 의하면, 최상의 깨달음을 얻으려는 뜻을 가지고 살아 있는 모든 중생들을 구제하고자 48대원을 세웠다고 한다. 이 아미타불은 대승불교에서 가장 중요한 부처로서 정토신앙의 발달과 함께 중국·한국·일본 등에서 일찍부터 유행하여 많이 조성되었다.
광배는 몸 전체를 감싸고 있는 주형의 거신광배로 세 줄의 선으로 두광과 신광을 표현하고 그 사이에 여러 가지 화문을 장식하였으며 가장자리에는 화염문으로 마무리하였다. 대좌 역시 안상이 음각된 팔각대석 위에 앙련과 복련으로 구성된 연화대좌를 올려 놓았는데 앙련과 복련의 표현방식에 다소 차이가 있다.
이 감산사 석조아미타불상은 당당하고 위엄있는 모습에 이상화된 신체 비례와 양감이 강조된 신체표현, 사실적인 옷 주름 표현 등에서 8세기 전반의 통일신라시대 불상양식을 보여줄 뿐 아니라 명문에 의해 조성연대와 발원자를 분명히 알 수 있다는 점에서 통일신라시대 불교조각 연구에 중요한 자료라고 할 수 있다. 

## 기록
이 불상의 광배 뒷면에는 같은 절에서 출토된 미륵보살상과 유사한 내용으로 되어 있는 21행 391자의 명문이 새겨져 있어 불상의 확실한 조성연대를 알려준다. 명문의 내용은 다음과 같다.
若若夫至道者 不生不滅 猶表跡於周宵能仁者 若去若來 尙流形於漢夢濫觴 肇自西域傳燈 及至東土遂乃佛日之影 奄日域以照臨 貝葉之文 越浿川而啓發 龍宮錯峙 鴈塔騈羅 舍衛之境 在斯極樂之邦 密爾有重阿湌金志全 誕靈河岳 降德星辰 性叶雲霞 情友山水蘊賢材而命代懷智略 以佐時朝鳳闕而銜綸則 授尙舍奉御 逡鷄林而曳綬則 任執事侍郞 年六十七懸車致仕 避世閑居 侔四皓之高 尙辭榮養性同 兩踈之見機 仰慕無著眞宗時 時讀瑜伽之論 兼愛莊周玄道 日日覽逍遙之篇 以爲報德慈親 莫如十號之力 酬恩聖主 無過三寶之因 故奉爲國主大王 伊湌愷元公 亡考․亡妣․亡弟․小舍梁誠․沙門玄度․亡妻古路里․亡妹古寶里․又爲妻阿好里等 捨其甘山莊田 建此伽藍 仍造石阿彌舵像一軀 伏願託此 微因超昇彼岸 四生六道並證菩提開元七年歲在己未二月十五日 奈麻聰撰奉敎 沙門釋京融∙大舍金驟源□□□亡考仁章一吉湌 年卌七古人成之 東海欣支邊散也 後代追愛人者 此善助在哉金志全重阿湌 敬生已前此善業造 歲□十九庚申年四月卄二日長逝 爲□之

(현대어 국역) 무릇 지극한 도는 생기지도 않고 멸하지도 않지만 오히려 주(周)나라 때 자취를 드러내었고 능인(能仁, 부처)는 가는 듯하고 오는 듯 하지만 일찍이 한(漢) 명제(明帝)의 꿈에 모습을 나타내었다. (불교의) 기원은 서역에서 (불법의) 등불이 전해져 동방에 이르렀고, 마침내 이에 불일(佛日)의 그림자가 해 뜨는 땅을 덮어 비추었다. 패엽(貝葉)의 경문이 패수(浿水)를 넘어 (신라를) 일깨워, 용궁 같은 절들이 우뚝우뚝 솟고 기러기처럼 탑이 줄지어 늘어서 있으니, 사위성(舍衛城)의 경계가 여기에 있고 극락의 땅에 가깝다.
중아찬 김지전(金志全)은 신령스러운 산천의 기운으로 태어났으며 성신(星辰)이 내린 덕을 받아 성품은 구름과 노을에 맞고 정은 산수와 벗하였다. 현명한 자질을 갖추어 명(命)을 이어 받았고 지략을 품어서 시정(時政)을 보좌하니 대궐에 나아가 경륜을 쌓아 곧 상사(尙舍)註 010에 제수되어 어명을 받들었다. 계림에 머물며 인수(印綬)를 이끄니 집사시랑을 역임하였다. 나이 67세에 벼슬을 버리고 물러나 세간을 피해 한적한 곳에 거처하니 사호(四皓)의 고상함과 같았고, 영화를 버리고 성품을 기르니 양소(兩疏)가 물러날 때를 안 것과 같았다. 무착(無著)의 진종(眞宗, 불교)을 우러러 사모하여 때때로 『유가론』을 읽고 겸하여 장주(莊周)의 그윽한 도를 사랑하여 날마다 「소요편」을 열람하였다. 자애로운 부모 은덕에 보답하는 것은 십호(十號, 부처)의 힘만한 것이 없고, 성스러운 임금의 은혜에 보답함은 삼보(三寶)의 인연을 능가하는 것이 없다고 여겼다. 그러므로 국주대왕과 이찬(伊飡) 개원공(愷元公), 돌아가신 아버지, 돌아가신 어머니, 죽은 동생 소사(小舍) 양성(梁誠), 사문(沙門) 현도(玄度), 죽은 처 고로리(古路里), 죽은 여동생 고보리(古寶里), 또 처 아호리(阿好里) 등을 위해 그 감산장전을 희사하여 이 가람을 세웠다. 이에 석조 아미타상 1구를 만드니, 엎드려 바라건대 이 작은 인연이 피안에까지 넘어가 사생(四生)과 육도(六道)의 중생 모두가 보리를 증득하게 하소서.
개원 7년(719년) 기미년 2월 15일에 나마(奈麻) 총(聰)이 교(敎)를 받들어 지었고 사문 석경융(釋京融) 대사 김취원(金驟源)이 ▨▨▨. 
 돌아가신 아버지 인장 일길찬이 나이 47세에 고인이 됨에 동해 바윗가에 유골을 흩뿌렸다. 후대에 추모하고 그리워하는 자는 이 선업의 도움이 있으리라. 김지전 중아찬은 삼가 생전에 이 선업을 받들었으며, ▨9세 경신년 032 4월 22일에 서거하여 ▨하였다.

이 명문에 의하면, 김지성은 임금을 받드는 상사와 집사성의 시중이란 중임을 역임한 후 67세에 벼슬을 버리고 한적한 곳에 살면서 무착의 유가론을 탐독하고 《장자》의 소요편을 읽어 부모와 임금의 사혜를 보답하기 위해서 미륵보살상과 함께 이 아미타여래상을 조성하고 절에 안치했다고 한다. 더욱이 명문의 끝 부분에 성덕왕 19년(720)에 김지성이 세상을 떠나자 아미타상을 만들었다고 하는 내용이 있는 것으로 보아 김지성이 719년에 어머니를 위하여 미륵보살을 조성하고 아버지를 위하여 아미타여래상을 조성하고자 했으나 완성하지 못하고 그 이듬해에 김지성이 돌아가자 그의 명복을 빌기 위해서 720년 이후에 이 상을 만들었음을 알 수 있다. 《삼국유사》권제3 탑상 제4 남월산조에도 이와 비슷한 내용이 간략하게 기록되어 있는데 돌아가신 아버지 인장일길간을 위해서 아미타상 1구를 조성했다고 되어 있다.

## 같이 보기
- 경주 감산사 석조미륵보살입상
- 감산사
- 경주시의 문화재

## 참고 자료
- 경주 감산사 석조아미타여래입상 - 국가유산청 국가유산포털

 본 문서에는 서울특별시에서 지식공유 프로젝트를 통해 퍼블릭 도메인으로 공개한 저작물을 기초로 작성된 내용이 포함되어 있습니다.